# Списък на херцозите на Каринтия
Списък на херцозите на Каринтия на херцогство Каринтия (на немски: Herzogtum Kärnten), което съществува като самостоятелно херцогство в Свещената Римска империя от 976 до 1335 г. Образувано е от славянското княжество Карантания (Karantania), което през средата на 8 век идва под франкско владение и до отделянето му от херцогство Бавария през 976 г. е управлявано от баварски князе. През 1335 г. Каринтия попада под владението на Хабсбургите и е обединено с Австрия, Щирия и Крайна.

## Каринтия в състава на империята наКаролингитеи Бавария
| Име                | Династия     | Управление | Титли                                                                                     |
| ------------------ | ------------ | ---------- | ----------------------------------------------------------------------------------------- |
| Карломан           | Каролинги    | 865—880    | крал на Бавария (876) и Италия (877)                                                      |
| Арнулф Каринтийски | Каролинги    | 880—899    | крал на Германия (877), крал на Италия (896), император на Свещената Римска империя (896) |
| Луитполд Баварски  | Луитполдинги | 899—907    | маркграф на Бавария (889)                                                                 |
| Арнулф I Баварски  | Луитполдинги | 907—937    | херцог на Бавария                                                                         |
| Еберхард Баварски  | Луитполдинги | 937—938    | херцог на Бавария                                                                         |
| Бертхолд Баварски  | Луитполдинги | 938—947    | херцог на Бавария                                                                         |
| Хайнрих I          | Саксонска    | 947—955    | херцог на Бавария                                                                         |
| Хайнрих II         | Саксонска    | 955—976    | херцог на Бавария                                                                         |

## Херцогство Каринтия(976–1335)
| Име                                                           | Благордничски род | Управление                          |
| ------------------------------------------------------------- | ----------------- | ----------------------------------- |
| Хайнрих III Младши от Бавария                                 | Луитполдинги      | 976–978                             |
| Ото I                                                         | Салии             | 978–983                             |
| Хайнрих III от Бавария                                        | Луитполдинги      | 983–989                             |
| Хайнрих II                                                    | Лиудолфинги       | 989–995                             |
| Ото I                                                         | Салии             | 995–1004                            |
| Конрад I                                                      | Салии             | 1004–1011                           |
| Адалберо от Епенщайн                                          | Епенщайни         | 1012–1035                           |
| Конрад II                                                     | Салии             | 1035–1039                           |
| крал Хайнрих III1                                             | Салии             | 1039–1047                           |
| Велф III                                                      | Велфи             | 1047–1055                           |
| Конрад III                                                    | Ецони             | 1056–1061                           |
| Бертхолд I                                                    | Церинги           | 1061–1072, други източници: до 1077 |
| Маркварт IV от Епенщайн                                       | Епенщайни         | 1073–1076 ?                         |
| Луитполд от Епенщайн                                          | Епенщайни         | 1076–1090                           |
| Хайнрих III от Епенщайн                                       | Епенщайни         | 1090–1122                           |
| 1при Хайнрих III херцогското място е вакантно от 1039 до 1047 |                   |                                     |

### Епенщайни
Първата родна династия на херцогството е образувана от Епенщайните. Техният първи представител, Адалберо от Епенщайн е свален през 1035 г. от Салиите и изгонен. На неговото място следват франкски и швабски регенти. Луитполд от Епенщайн († 1090) е поставен 1077 г. за херцог на Каринтия и Марка Верона от крал Хайнрих IV. Брат му Хайнрих III му помага във властта за сметка на Бамберг, Залцбург и Аквилея.
Със смъртта на Хайнрих III родът на Епенщайните изчезва през 1122 г.

### Спанхайми
- Хайнрих IV (1122–1123)
- Енгелберт (1123–1135)
- Улрих I (1135–1144)
- Хайнрих V (1144–1161)
- Херман (1161–1181)
- Улрих II (1181–1202)
- Бернхард (1202–1256)
- Улрих III (1256–1269)
- Отокар II Пршемисъл (Пршемисловци, 1269–1276)
- Филип фон Спанхайм (1276–1279, номинално)
- крал Рудолф I (Хабсбурги, 1276–1286)

### Майнхардини
- Майнхард II (1286–1295)
- Ото III (1295–1310)
- Хайнрих VI (1310–1335)

## Хабсбурги(от 1335)
- Ото IV (1335–1339)
- Албрехт II (1335–1358)
- Фридрих III (1358–1362)
- Рудолф II (1358–1365)

### ЧастВътрешна Австрияслед средновековното наследствено разделение
- Албрехт III (1365–1395)
- Леополд (1379–1386)
- Вилхелм (1386–1406)
- Ернст Железни (1406–1424)
- Фридрих V (1424–1493), император

### ЧастВътрешна Австрияслед новото наследствено разделение (от 1564)
- Фердинанд V (1521–1564), император Фердинанд I
- Карл II (1564–1590)
- Фердинанд III (1590–1637), император Фердинанд II

- с австрийската главна линия обединени от 1619 г.